# Amyna natalica
Amyna natalica là một loài bướm đêm trong họ Noctuidae.